# Carlos Miguel Ribeiro Dias
Carlos Miguel Ribeiro Dias mais conhecido como Cafu (Guimarães, 26 de fevereiro de 1993) é um futebolista português que atua como meio-campista. Atualmente defende o Kasımpaşa.

## Carreira
Cafú começou a carreira no Benfica.

## Títulos
Legia Warszawa
- Campeonato Polonês (1): 2017/18
- Copa da Polônia (1): 2017/18